# 山崎亮平
山崎 亮平（やまざき りょうへい、1989年3月14日 - ）は、新潟県出身の元サッカー選手。現役時代のポジションはフォワード。

## 来歴

### プロ入り前
新潟県南魚沼郡大和町（現在南魚沼市）出身。千葉県で育ち、9歳からサッカーをはじめた。中学時に在籍していたFC千葉なのはなジュニアユースでは、同学年の米倉恒貴らと高円宮杯全日本ユースサッカー選手権 (U-15)大会で全国ベスト4になった。千葉県立八千代高等学校に米倉とともに進学し、3年生の時、2006年の第85回全国高等学校サッカー選手権大会で全国ベスト4に進出した。

### ジュビロ磐田
高校卒業後の2007年、ジュビロ磐田に入団。すぐにU-18日本代表に立ち上げから招集され、AFC U-19選手権2008 (予選)では5試合5得点と活躍した。翌2008年は、カタール国際ユーストーナメントでも得点王とMVPとなる活躍でU-19代表を優勝に導いた。北京五輪日本代表では、直前の合宿には呼ばれたものの落選した。その後左足を骨折し、AFC U-19選手権2008には選出されなかった。2009年は、再度の骨折により、リハビリを行なった。
2010年、復帰後は主に途中出場ながら徐々に出場機会を得、ナビスコカップ準決勝川崎フロンターレ戦ではチームを決勝へと導くアウェイでの逆転ゴール、決勝サンフレッチェ広島戦では結果的に決勝点となる4点目を挙げ(スコアは2-2から延長戦の末5-3)、優勝に大きく貢献した。またU-21日本代表にも選ばれ、ナビスコカップ直後の第16回広州アジア競技大会では第1戦での先制点など通算2得点を挙げ、代表の優勝にも大きく貢献した。
2012年は、背番号が25から9となり、磐田では2009年まで在籍した中山雅史以来の9番をつける選手で、2人目となった。2月5日に行われたロンドン五輪アジア最終予選第4戦のシリアとの試合にスタメン出場をしたが、相手選手との競り合いでの着地の際に、バランスを崩し、左橈骨（とうこつ）を骨折し、負傷退場となった。その後、全治2ヶ月との診断結果が出た。

### アルビレックス新潟
2015年1月、アルビレックス新潟への完全移籍が発表された。

### 柏レイソル
2018年1月9日、柏レイソルへの完全移籍が発表された。

### V・ファーレン長崎
2021年1月26日、V・ファーレン長崎への完全移籍が発表された。

### テゲバジャーロ宮崎
2023年1月9日、テゲバジャーロ宮崎への完全移籍が発表された。山崎にとってキャリア初のJ3挑戦となる。
同年12月5日、契約期間満了及び来季の契約更新を行わない事が発表された。

### 栃木シティFC
2024年、栃木シティFCに加入した。
2025年2月27日、2024年シーズン限りで現役を引退することが発表された。

## 人物
愛称は『ギュンギュン』。高校選手権出場時に磐田の先輩である中山雅史（山崎が出場した高校選手権のイメージキャラクターを務めていた）から命名された。
2020年6月27日にモデルの安藤やよいと結婚した。

## 所属クラブ
- JOGO UNITED
- FC千葉なのはなジュニアユース
- 千葉県立八千代高等学校
- 2007年 - 2014年  ジュビロ磐田
- 2015年 - 2017年  アルビレックス新潟
- 2018年 - 2020年  柏レイソル
- 2021年 - 2022年  V・ファーレン長崎
- 2023年  テゲバジャーロ宮崎
- 2024年  栃木シティFC

## 個人成績
| 国内大会個人成績 | 国内大会個人成績 | 国内大会個人成績 | 国内大会個人成績 | 国内大会個人成績 | 国内大会個人成績 | 国内大会個人成績 | 国内大会個人成績 | 国内大会個人成績 | 国内大会個人成績 | 国内大会個人成績 | 国内大会個人成績 |
| 年度             | クラブ           | 背番号           | リーグ           | リーグ戦         | リーグ戦         | リーグ杯         | リーグ杯         | オープン杯       | オープン杯       | 期間通算         | 期間通算         |
| 年度             | クラブ           | 背番号           | リーグ           | 出場             | 得点             | 出場             | 得点             | 出場             | 得点             | 出場             | 得点             |
| 日本             | 日本             | 日本             | 日本             | リーグ戦         | リーグ戦         | リーグ杯         | リーグ杯         | 天皇杯           | 天皇杯           | 期間通算         | 期間通算         |
| ---------------- | ---------------- | ---------------- | ---------------- | ---------------- | ---------------- | ---------------- | ---------------- | ---------------- | ---------------- | ---------------- | ---------------- |
| 2007             | 磐田             | 29               | J1               | 0                | 0                | 1                | 0                | 0                | 0                | 1                | 0                |
| 2008             | 磐田             | 29               | J1               | 6                | 0                | 1                | 0                | 0                | 0                | 7                | 0                |
| 2009             | 磐田             | 25               | J1               | 0                | 0                | 0                | 0                | 0                | 0                | 0                | 0                |
| 2010             | 磐田             | 25               | J1               | 4                | 0                | 5                | 2                | 2                | 0                | 11               | 2                |
| 2011             | 磐田             | 25               | J1               | 19               | 4                | 4                | 1                | 2                | 0                | 25               | 5                |
| 2012             | 磐田             | 9                | J1               | 26               | 2                | 3                | 1                | 3                | 2                | 32               | 5                |
| 2013             | 磐田             | 9                | J1               | 21               | 4                | 4                | 3                | 1                | 1                | 26               | 8                |
| 2014             | 磐田             | 9                | J2               | 39               | 8                | -                | -                | 2                | 2                | 41               | 10               |
| 2015             | 新潟             | 9                | J1               | 33               | 5                | 9                | 4                | 0                | 0                | 42               | 9                |
| 2016             | 新潟             | 9                | J1               | 28               | 2                | 4                | 1                | 1                | 1                | 33               | 4                |
| 2017             | 新潟             | 9                | J1               | 31               | 2                | 2                | 0                | 0                | 0                | 33               | 2                |
| 2018             | 柏               | 11               | J1               | 17               | 0                | 3                | 1                | 2                | 0                | 22               | 1                |
| 2019             | 柏               | 11               | J2               | 2                | 0                | 1                | 0                | 0                | 0                | 3                | 0                |
| 2020             | 柏               | 11               | J1               | 1                | 0                | 1                | 0                | -                | -                | 2                | 0                |
| 2021             | 長崎             | 18               | J2               | 20               | 0                | -                | -                | 2                | 0                | 22               | 0                |
| 2022             | 長崎             | 18               | J2               | 32               | 4                | -                | -                | 3                | 1                | 35               | 5                |
| 2023             | 宮崎             | 18               | J3               | 34               | 4                | -                | -                | 1                | 0                | 35               | 4                |
| 2024             | 栃木C            | 41               | JFL              | 8                | 2                | -                | -                | 1                | 0                | 9                | 2                |
| 通算             | 日本             | 日本             | J1               | 186              | 19               | 37               | 13               | 11               | 4                | 234              | 36               |
| 通算             | 日本             | 日本             | J2               | 93               | 12               | 1                | 0                | 7                | 3                | 101              | 15               |
| 通算             | 日本             | 日本             | J3               | 34               | 4                | -                | -                | 1                | 0                | 35               | 4                |
| 通算             | 日本             | 日本             | JFL              | 8                | 2                | -                | -                | 1                | 0                | 9                | 2                |
| 総通算           | 総通算           | 総通算           | 総通算           | 321              | 37               | 38               | 13               | 20               | 7                | 379              | 57               |

その他の公式戦
- 2014年
  - J1昇格プレーオフ 1試合1得点

| 国際大会個人成績 | 国際大会個人成績 | 国際大会個人成績 | 国際大会個人成績 | 国際大会個人成績 |
| 年度             | クラブ           | 背番号           | 出場             | 得点             |
| AFC              | AFC              | AFC              | ACL              | ACL              |
| ---------------- | ---------------- | ---------------- | ---------------- | ---------------- |
| 2018             | 柏               | 11               | 2                | 0                |
| 通算             | AFC              | AFC              | 2                | 0                |

記録等
- 2007年5月9日 プロデビュー(ナビスコカップ) - 大分トリニータ戦 (ヤマハスタジアム)
- 2010年10月10日 プロ初ゴール(ナビスコカップ) - 川崎フロンターレ戦 (等々力陸上競技場)
- 2013年3月23日 プロ初ハットトリック (ナビスコカップ) - 対清水エスパルス戦 (ヤマハスタジアム)[13]

## 代表歴
- 2007年
  - U-18日本代表
  - U-19日本代表 - AFC U-19選手権2008 (予選)
- 2008年
  - U-19日本代表 - カタール国際ユーストーナメント
  - U-23日本代表
- 2010年 
  - U-21日本代表 - 第16回広州アジア競技大会
- 2011年
  - U-22日本代表 - ロンドンオリンピックアジア2次予選
- 2012年
  - U-23日本代表 - ロンドン五輪アジア最終予選